# Mac Pro
Mac Pro – stacjonarna stacja robocza firmy Apple, wprowadzona na rynek 7 sierpnia 2006 r. Komputer zbudowany na procesorach Intel Xeon 5100, zastąpił linię komputerów Power Mac z procesorami PowerPC. Wraz z tą zmianą firma zakończyła migrację wszystkich swoich produktów na procesory Intel, rozpoczętą w styczniu 2006 r. W 2013 r. firma przedstawiła drugą generację komputerów z linii Mac Pro. Został wyposażony w 12-rdzeniowe procesory Intel Xeon, dwa procesory graficzne klasy typowej dla stacji roboczych, sześć portów Thunderbolt 2, pamięć masową flash z magistralą PCIe i pamięć RAM ECC.
Komputer jest przeznaczony głównie dla użytkowników profesjonalnych, którzy potrzebują dużej mocy obliczeniowej do wykonywania swojej pracy.

## I generacja

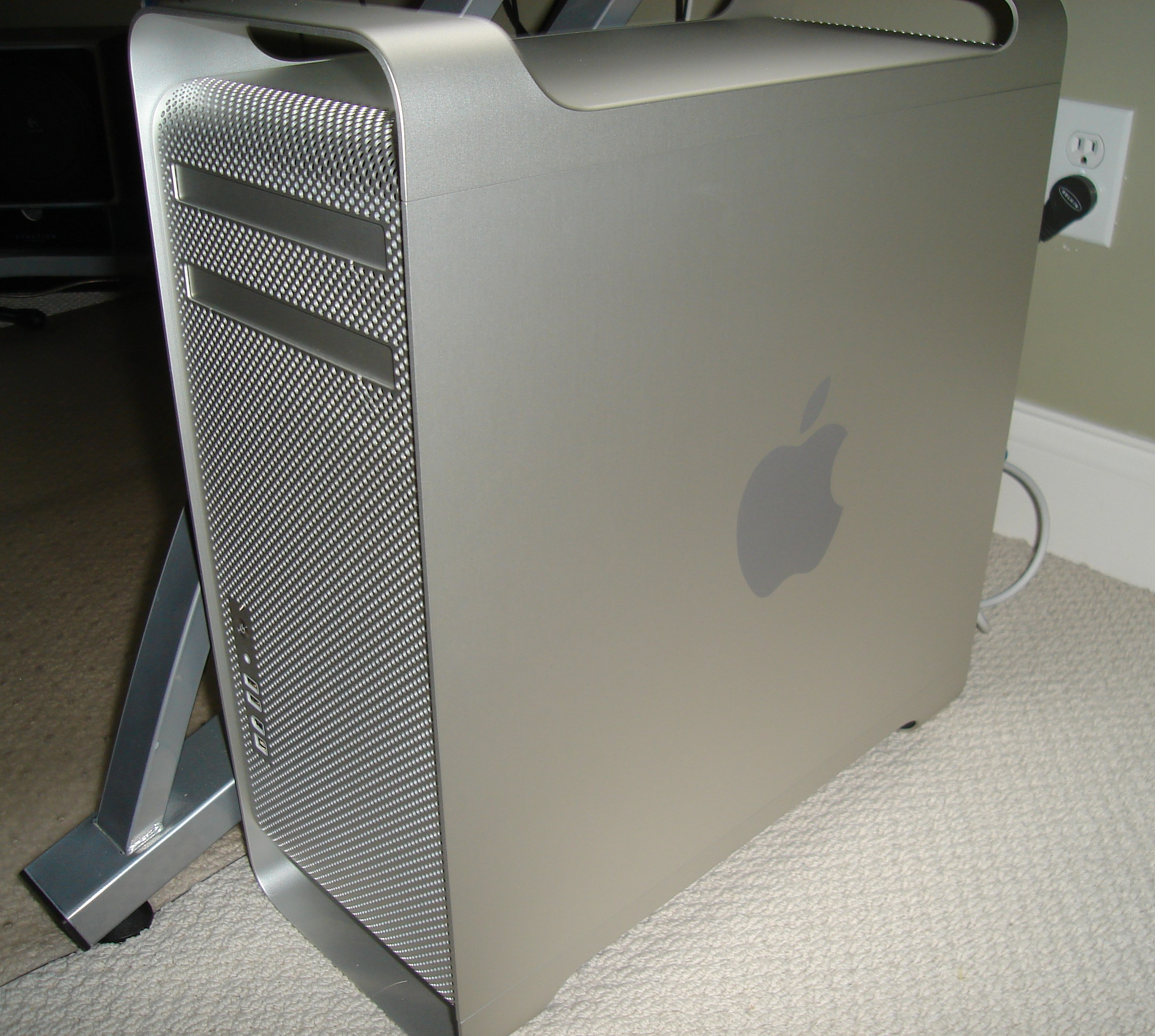
Obudowa pierwszej generacji komputera Mac Pro była wykonana z aluminium i łatwo zauważyć podobieństwo do obudowy Power Maca G5 z 2003 r.

Pierwsza generacja modelu Mac Pro od Apple’a pojawiła się 7 sierpnia 2006 r. na konferencji Worldwide Developers Conference (WWDC) w Kalifornii. Power Mac G5 jest poprzednikiem Maca Pro. Starsza wersja korzystała z przestarzałej architektury procesorów, która była wykorzystywana przez Apple od 1993 r. Nazwa została zmieniona z „Power” na „Pro”. Wykorzystywano już ją wcześniej przy laptopach Apple – MacBookach.

### Procesory
Kupujący mogli zakupić stację roboczą z jednym procesorem lub z dwoma. Charakteryzowały się one różną ilością rdzeni. Zaczynając od dwóch, po cztery, sześć, osiem, a nawet dwunastu rdzeni. Wszystkie procesory zostały wyprodukowane przez Intela. Pochodzą one z rodziny Xeon. Przykładowo ośmiordzeniowa standardowa konfiguracja Mac Pro 2010 posiada dwa czterordzeniowe procesory Intel E5620 Xeon o częstotliwości 2,4 GHz, ale można je skonfigurować z dwoma procesorami Intel Core Xeon X5670 o częstotliwości 2,93 GHz. Modele z lat 2006–2008 wykorzystują gniazdo LGA 771, podczas gdy modele z początku 2009 r. i późniejsze używają gniazda LGA 1366.

### Pamięć
Główna pamięć oryginalnego komputera Mac Pro wykorzystuje moduły DDR2 ECC FB-DIMM (Fully Buffered DIMM) 667 MHz; model z początku 2008 r. korzysta z 800 MHz ECC DDR2 FB-DIMM, w 2009 i nowszych Mac Pro używana jest pamięć 1066 MHz DDR3 ECC DIMM dla modeli standardowych oraz 1333 MHz DDR3 ECC DIMM dla systemów skonfigurowanych z procesorami 2,66 GHz lub szybszymi. W modelu oryginalnym i w tym z 2008 r. moduły są instalowane parami, po jednym na dwóch kartach nośnych. Karty mają po 4 gniazda DIMM, co pozwala na zainstalowanie łącznie 32 GB pamięci (8×4 GB). W szczególności, ze względu na architekturę FB-DIMM, zainstalowanie większej ilości pamięci RAM w komputerze Mac Pro zwiększy przepustowość pamięci, ale może również zwiększyć opóźnienie pamięci. Przy prostej instalacji pojedynczego FB-DIMM, maksymalna przepustowość wynosi 8 GB/s, ale może to wzrosnąć do 16 GB/s poprzez zainstalowanie dwóch FB-DIMM, po jednej na każdej z dwóch magistrali, która jest domyślną konfiguracją od Apple. Chociaż elektryczne moduły FB-DIMM są standardowe to w modelach Mac Pro sprzed 2009 r. Apple zastosowało większe niż normalnie radiatory modułów pamięci.

### Dyski twarde

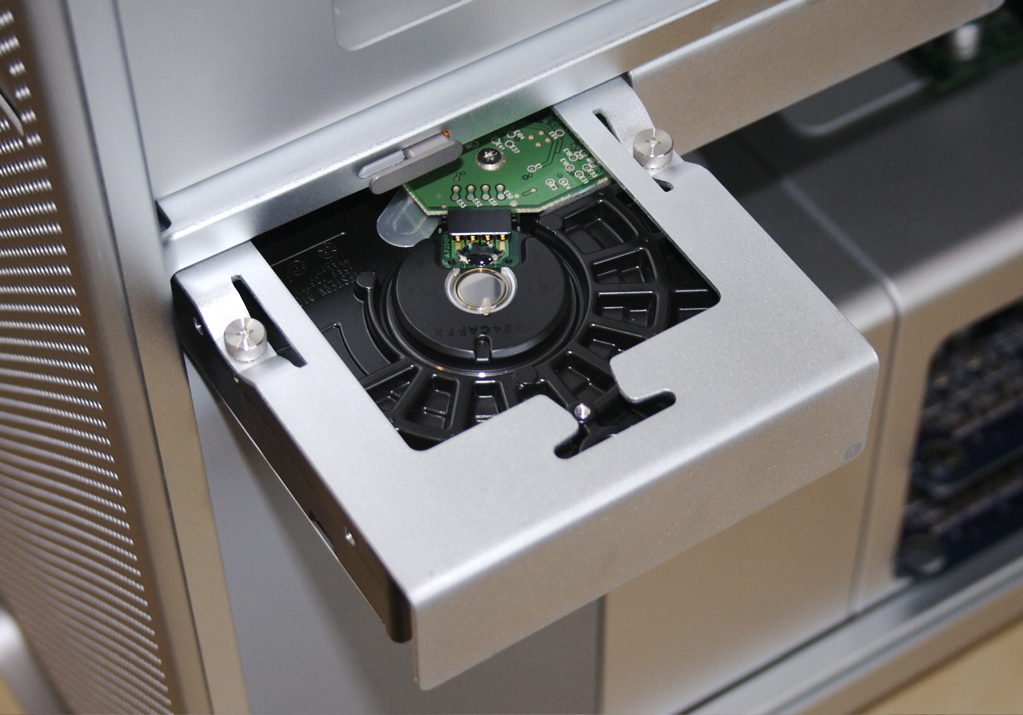
Szuflada na dysk twardy w komputerze Mac Pro.

Mac Pro oferował cztery miejsca na wewnętrzne dyski twarde 3,5" SATA. Dyski montowane były na „sankach” za pomocą wkrętów, które były dołączone razem ze stacją roboczą. Podłączenie dysków do stacji roboczej za pomocą kabli nie było konieczne, ponieważ wsunięcie dysku do odpowiedniego miejsca powodowało poprawne działanie urządzenia oraz widoczność dysku przez system. Z tyłu obudowy zlokalizowana została blokada, która uniemożliwiała przypadkowe wysunięcie się dysków. Mac Pro obsługuje także dyski półprzewodnikowe Serial ATA (SSD) w 4 wnękach na dyski twarde za pośrednictwem adaptera sanek SSD na dysk twardy (modele z połowy 2010 r. i późniejsze) oraz przez rozwiązania innych firm dla wcześniejszych modeli (na przykład przez adapter/wspornik, który jest podłączony do nieużywanego gniazda PCIe). Różne 2,5-calowe pojemności i konfiguracje dysków SSD były dostępne jako opcje. Mac Pro był również dostępny z opcjonalną sprzętową kartą RAID. Po dodaniu karty kontrolera SAS lub karty kontrolera SAS RAID dyski SAS można podłączyć bezpośrednio do portów SATA systemu. Dostarczono dwie wnęki na napędy optyczne, każda z odpowiednim portem SATA i portem Ultra ATA/100. Mac Pro miał w sumie sześć portów SATA – cztery były podłączone do wnęk napędowych systemu, a dwa nie były podłączone. Dodatkowe porty SATA można oddać do użytku za pomocą dodatkowych przedłużaczy na rynku, aby podłączyć wewnętrzne napędy optyczne lub zapewnić porty eSATA za pomocą złącza grodziowego eSATA. Jednak dwa dodatkowe porty SATA nie były obsługiwane i wyłączone w ramach Boot Camp. Mac Pro wbudowany na zamówienie można skonfigurować z maksymalnie 8 TB miejsca (4×2 TB dyski) lub 2 TB (4×512 GB SSD).

### Karty rozszerzeń
Model z 2008 r. Miał dwa gniazda rozszerzeń PCI Express (PCIe) 2.0 i dwa gniazda PCI Express 1.1, zapewniając w sumie do 300 W mocy. Pierwsze gniazdo było podwójnie szerokie i miało pomieścić główną kartę graficzną, z pustym obszarem o szerokości zwykłej karty obok niego, aby pozostawić miejsce dla dużych chłodzeń, z których często korzystają nowoczesne karty. W większości maszyn jedno gniazdo byłoby zablokowane przez chłodnicę. Na oryginalnym komputerze Mac Pro wprowadzonym w sierpniu 2006 r. Gniazda PCIe można skonfigurować indywidualnie, aby zapewnić większą przepustowość wymagającym tego urządzeniom, łącznie 40 „linii” lub łączna przepustowość 13 GB/s. Podczas uruchamiania systemu Mac OS X, Mac Pro nie wspiera SLI lub CrossFire, ograniczając jego zdolność do korzystania z najnowszych gier „high-end” karty graficznej produktów; jednak osoby zgłaszały sukces zarówno w instalacjach CrossFire, jak i SLI w systemie Windows XP, ponieważ zgodność SLI i CrossFire jest w dużej mierze funkcją oprogramowania. Przydział przepustowości gniazd PCIe można skonfigurować za pomocą narzędzia gniazda rozszerzeń dołączonego do systemu Mac OS X tylko w systemie Mac Pro z sierpnia 2006 r.

### Łączność zewnętrzna

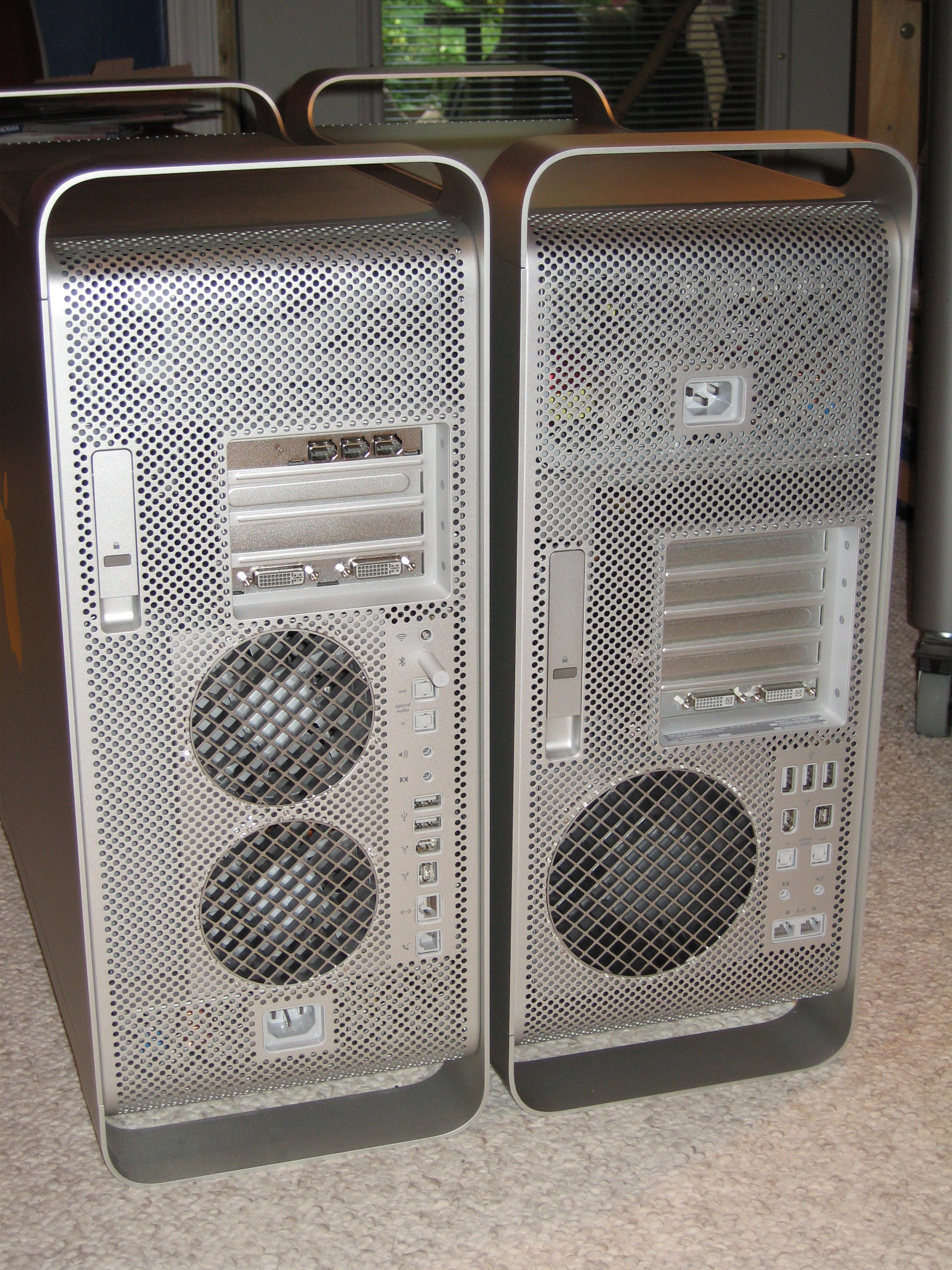
Zdjęcie tyłu Power Maca G5 (po lewej) i Maca Pro (po prawej), które uwidacznia różnice w rozmieszczeniu konkretnych elementów. Różnice można zauważyć w przypadku wentylatorów oraz układów portów wejścia/wyjścia.

W przypadku łączności zewnętrznej Mac Pro zawierał pięć portów USB 2.0, dwa FireWire 400 i dwa FireWire 800 (od końca 2006 r. do początku 2008 r.) oraz cztery porty FireWire 800 (od początku 2009 r. do połowy 2012 r.). Sieć była obsługiwana przez dwa wbudowane porty Gigabit Ethernet. Obsługa Wi-Fi 802.11 a/b/g/n (AirPort Extreme) wymagała opcjonalnego modułu w modelach z połowy 2006 r., początku 2008 r. i początku 2009 r. Natomiast w modelu z 2010 r. i późniejszych Wi-Fi było standardowe. Bluetooth wymagał również opcjonalnego modułu w modelu z połowy 2006 r., ale był standardem na początku 2008 r. i w nowszych modelach.
Wyświetlacze były obsługiwane przez jedną lub (opcjonalnie) więcej kart graficznych PCIe. Nowsze karty zawierały dwa złącza Mini DisplayPort i jedno podwójne złącze DVI (Digital Visual Interface), z różnymi konfiguracjami dostępnej pamięci graficznej na karcie. Dołączono cyfrowe (optyczne TOSLINK) audio i analogowe mini-jack 3,5 mm stereo dla wejścia i wyjścia dźwięku, te ostatnie stały się dostępne zarówno z przodu, jak i z tyłu obudowy. W przeciwieństwie do innych komputerów Mac, Mac Pro nie zawiera odbiornika podczerwieni (wymaganego do korzystania z pilota Apple).

### Obudowa

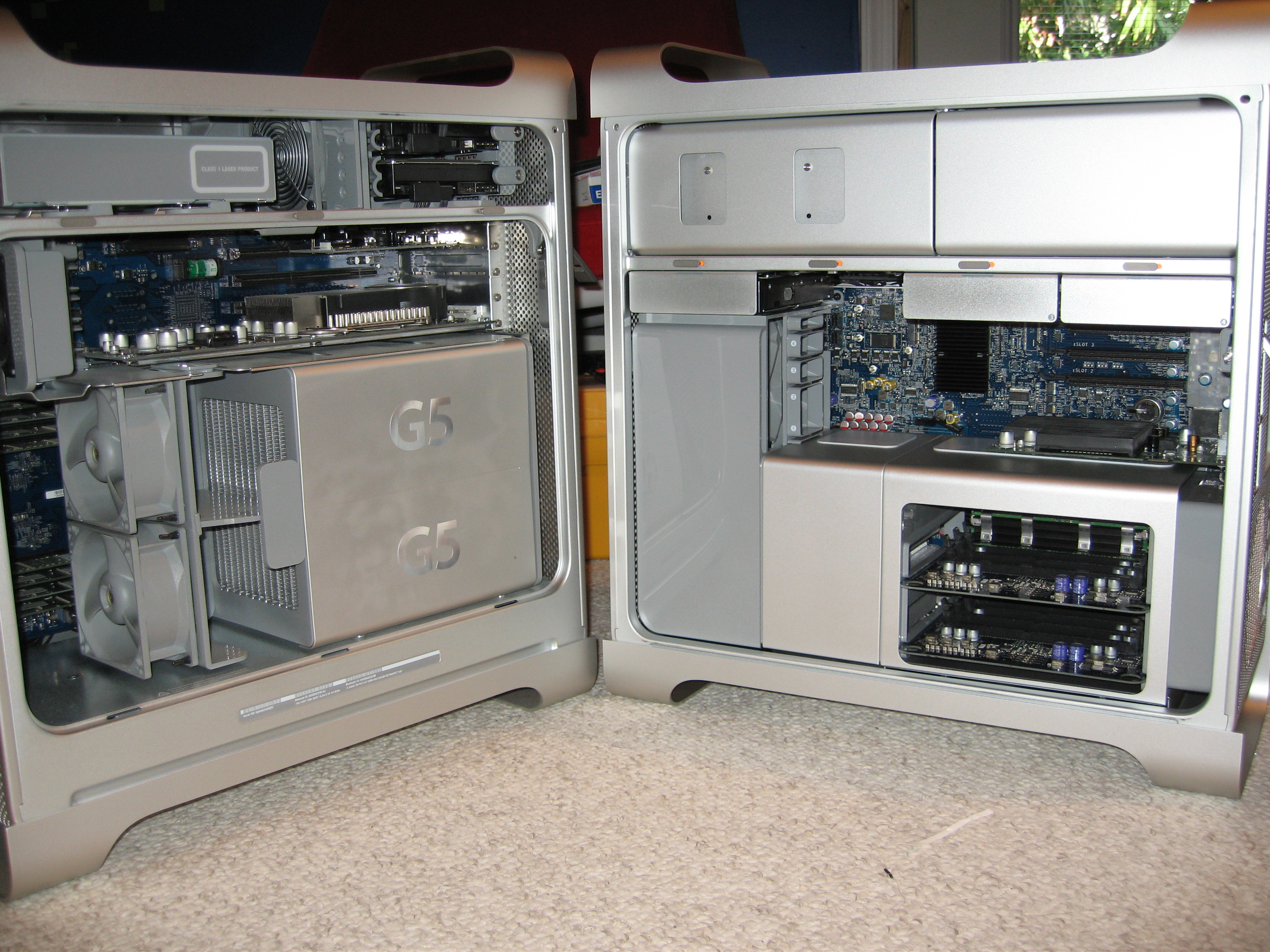
Porównanie elementów wewnętrznych komputera Power Mac G5 (po lewej) i Mac Pro (po prawej).

Od 2006 do 2012 r. zewnętrzna obudowa aluminiowego komputera Mac Pro była bardzo podobna do obudowy komputera Power Mac G5, z wyjątkiem dodatkowej wnęki napędu optycznego, nowego układu portów wejścia/wyjścia z przodu i z tyłu i jednego otworu wylotowego mniej z tyłu. Obudowę można otworzyć, uruchamiając jedną dźwignię z tyłu, która odblokowuje jedną z dwóch stron maszyny, a także wnęki na napęd. Dostęp do wszystkich gniazd rozszerzeń pamięci, kart PCIe i napędów można było uzyskać przy zdjętym panelu bocznym, a do instalacji nie były potrzebne żadne narzędzia. Procesory Xeon w Mac Pro generowały znacznie mniej ciepła niż poprzednie dwurdzeniowe G5, dzięki czemu rozmiar wewnętrznych urządzeń chłodzących znacznie się zmniejszył. Pozwoliło to na zmianę aranżacji wnętrza, pozostawiając więcej miejsca na górze obudowy i podwajając liczbę wewnętrznych wnęk na napędy. Umożliwiło to również wyeliminowanie dużego przezroczystego plastikowego deflektora powietrza stosowanego jako część układu chłodzenia w komputerze Power Mac G5. Mniej ciepła oznaczało również mniej powietrza do wydostania się z obudowy w celu chłodzenia podczas normalnych operacji; Mac Pro był bardzo cichy w normalnej pracy, cichszy niż znacznie głośniejszy Power Mac G5 i okazał się trudny do zmierzenia za pomocą zwykłych mierników poziomu dźwięku. Włączona rączka i konfiguracja wlotu powietrza chłodzącego z przodu obudowy spowodowało, że entuzjaści komputerów Macintosh nazywali pierwszą generację Mac Pro „tarką do sera”.

### Systemy operacyjne
Mac Pro oferuje możliwość zainstalowania następujących systemów operacyjnych z procesorem Intel x86:
- Mac OS X 10.4.7 i nowszy
- Microsoft Windows XP, Vista oraz Windows 7 32-bitowy i 64-bitowy (Boot Camp zawiera sterowniki)
- inne systemy operacyjne x86, takie jak Linux x86, Solaris i BSD

Jest to możliwe dzięki obecności architektury Intel x86 zapewnianej przez procesor i emulacji BIOS-u, które Apple zapewniło na EFI. Instalowanie jakiegokolwiek dodatkowego systemu operacyjnego innego niż Windows nie jest obsługiwane bezpośrednio przez Apple. Chociaż sterowniki Boot Camp firmy Apple są przeznaczone tylko dla systemu Windows, często można uzyskać pełną lub prawie pełną zgodność z innym systemem operacyjnym za pomocą sterowników innych firm.

## II generacja

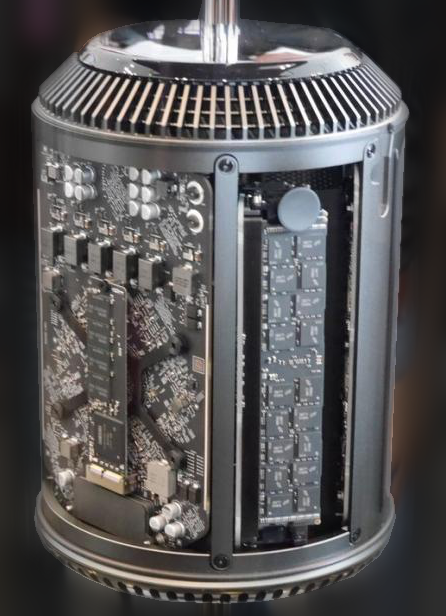
Mac Pro pod koniec 2013 r. wraz ze zdjętą aluminiową pokrywą cylindra, jak pokazano na WWDC 2013.

Wiceprezes Apple ds. Marketingu Phil Schiller przedstawił stworzonego całkowicie od podstaw Maca Pro podczas konferencji Worldwide Developers Conference 2013. Jedynym dostępnym wykończeniem jest czarny, choć pojedyncze czerwone wykończenie zostało wyprodukowane z Product Red. Apple twierdzi, że Mac Pro drugiej generacji osiąga dwukrotnie wyższą wydajność niż ostatni model. Model jest montowany w Austin w Teksasie przez dostawcę Apple Flextronics na wysoce zautomatyzowanej linii.
Apple nie zaktualizowało drugiej generacji Maca Pro przez ponad trzy lata i nie spotkała się ona z takimi ocenami od recenzentów, na jakie firmy z Cupertino czekała, ponieważ były one przeciętne.
Dnia 18 września 2018 r. Mac Pro przekroczył rekord życia Macintosha Plus w niezmienionym modelu Mac, gdzie Plus pozostawał w sprzedaży bez zmian przez 1734 dni.

### Konstrukcja
Odświeżony Mac Pro to konstrukcja, która stanowi tylko 12,5% wielkości poprzednika. Jest krótszy o 25 cm, cieńszy o 17 cm i lżejszy o 5 kg, co sprawia, że Mac Pro stał się naprawdę kompaktowym urządzeniem i nie zajmuje dużo miejsca.
Mac Pro może być wyposażony w jedną jednostkę centralną z rodziny Xeon E5, a procesory te oferują do 12 rdzeni. Komputer posiada również cztery sloty na pamięć DDR3 o częstotliwości 1866 MHz. Umożliwia on również zainstalowanie dwóch procesorów graficznych od AMD z serii FirePro D (do D700 z 6 GB VRAM) oraz zainstalowanie pamięci flash w gnieździe PCI. Wykorzystane zostały również trzy systemy antenowe MIMO dla interfejsu sieciowego Wi-Fi 802.11ac i Bluetooth 4.0, aby ułatwić bezprzewodowe funkcje bliskiego zasięgu, takie jak przesyłanie muzyki, klawiatury, myszy, tablety, głośniki, zabezpieczenia, aparaty fotograficzne i drukarki. System może jednocześnie obsługiwać sześć wyświetlaczy Apple Thunderbolt lub trzy monitory komputerowe o rozdzielczości 4K.

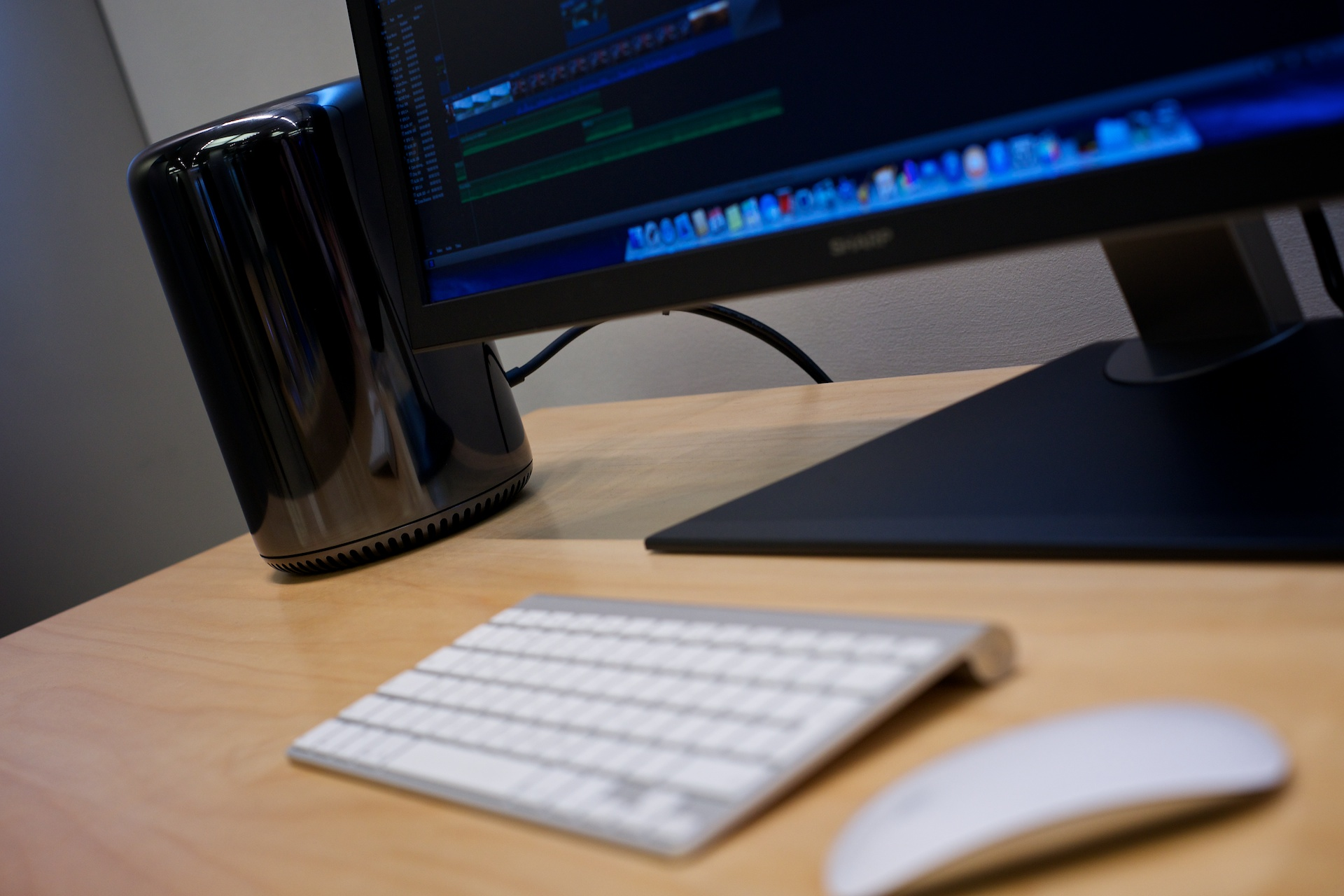

Mac Pro drugiej generacji ma przeprojektowaną konfigurację portów. Posiada port HDMI 1.4, dwa porty Gigabit Ethernet, sześć portów Thunderbolt 2, cztery porty USB 3.0 oraz wspólne cyfrowe mini-optyczne/analogowe złącze mini-TOSLINK 3,5 mm stereo mini jack dla wyjścia audio. Ma również gniazdo słuchawkowe mini jack. Nie ma dedykowanego portu do wprowadzania dźwięku. System ma wewnętrzny głośnik monofoniczny o niskiej jakości. Porty Thunderbolt 2 obsługują do trzydziestu sześciu urządzeń Thunderbolt (sześć na port) i mogą jednocześnie obsługiwać maksymalnie trzy wyświetlacze 4K. Konstrukcja ta wymaga dwóch procesorów graficznych do obsługi siedmiu wyjść wyświetlania (HDMI i sześć Thunderbolt). Panel wejścia/wyjścia podświetla się, gdy urządzenie wykryje, że został urządzenie zostało podłączone, aby ułatwić użytkownikowi zobaczenie portów. W przeciwieństwie do poprzedniego modelu, nie ma portów FireWire 800, dedykowanych cyfrowych portów wejścia/wyjścia audio, portu SuperDrive, portu DVI, 3,5-calowych wnęk na dyski wymienne lub wymiennych wewnętrznych gniazd PCIe. Zamiast tego istnieje sześć portów Thunderbolt 2 do podłączenia szybkich zewnętrznych urządzeń peryferyjnych, w tym obudowy dla wewnętrznych kart PCIe.
Witryna internetowa Apple wymienia tylko pamięć RAM jako serwisowaną przez użytkownika, chociaż programy do usuwania danych innych firm pokazują, że prawie wszystkie komponenty można usunąć i wymienić. Przełącznik blokady na aluminiowej obudowie pozwala na łatwy dostęp do elementów wewnętrznych, a także zamontowanie zamka bezpieczeństwa własnym kablem, a elementy są zabezpieczone standardowymi śrubami. Pamięć flash i procesory graficzne wykorzystują zastrzeżone złącza i są specjalnie dobrane, aby pasowały do obudowy. W przeciwieństwie do reszty linii Macintosh, procesor nie jest przylutowany do płyty logicznej i można go zastąpić innym procesorem gniazda LGA 2011, nawet tymi, które nie są oferowane przez Apple. Typy modułów pamięci RAM, które Apple dostarcza wraz z komputerem Mac Pro z końca 2013 r. w domyślnej konfiguracji, są niebuforowane ECC (UDIMM) na modułach o pojemności do 8 GB (pokazane na każdym module jako PC3-14900 E). Apple oferuje jako opcjonalną aktualizację moduły 16 GB to moduły zarejestrowane w ECC (RDIMM) (pokazane na każdym module jako PC3-14900 R). Moduły 32 GB o większej pojemności, które oferują niektórzy dostawcy zewnętrzni, to także RDIMM. Typów modułów UDIMM i RDIMM nie można mieszać. Apple publikuje zalecane konfiguracje do użycia.

### Systemy operacyjne
Boot Camp firmy Apple zapewnia kompatybilność wsteczną BIOS-u, umożliwiając konfigurację rozruchu podwójnego i potrójnego. Te systemy operacyjne można zainstalować na komputerach Apple z procesorem Intel x64:
- Mac OS X Mavericks i nowsze wersje
- Windows 7, Windows 8.1, Windows 10 64-bit (sterowniki sprzętowe zawarte są w Boot Camp)
- Linux poprzez instalatory Linuxa (Boot Camp nie zapewnia jeszcze obsługi Linuxa w taki sam sposób, jak ma to miejsce w przypadku produktu od Microsoftu)

### Odbiór
Nowy projekt w postaci Maca Pro został różnie odebrany. Na początku otrzymywał pozytywne recenzje, ale w dłuższym czasie coraz bardziej negatywne, z powodu niepowodzenia aktualizacji specyfikacji sprzętowej przez Apple. Występ został powszechnie chwalony, zwłaszcza do obsługi zadań wideo na podwójnych jednostkach GPU. Niektórzy recenzenci odnotowywali zdolność do stosowania dziesiątek filtrów w czasie rzeczywistym w rozdzielczości wideo sięgającej 4K rozdzielczość wideo w Final Cut Pro X. Wydajność dysku, podłączonego przez PCIe, jest również powszechnie wymieniana jako mocna strona. Recenzenci techniczni chwalili interfejs OpenCL, pod którym potężne podwójne procesory graficzne i wielordzeniowy procesor mogą być traktowane jako pojedyncza pula mocy obliczeniowej. Jednak pod koniec 2013 r. do początku 2014 r. niektórzy recenzenci zauważyli brak wewnętrznej możliwości rozbudowy, drugiego procesora, możliwości serwisowania i zakwestionowali ograniczoną wówczas ofertę za pośrednictwem portów Thunderbolt 2.Do 2016 r. recenzenci zaczęli zgadzać się, że Mac Pro nie ma teraz funkcjonalności i mocy, ponieważ nie był aktualizowany od 2013 r., a nadszedł czas, aby Apple go zaktualizowało. Apple ujawniło w 2017 r., że konstrukcja rdzenia termicznego ograniczyła możliwość uaktualnienia układów GPU komputera Mac Pro oraz że opracowywany jest nowy projekt, który zostanie wydany po 2017 r.

## III generacja

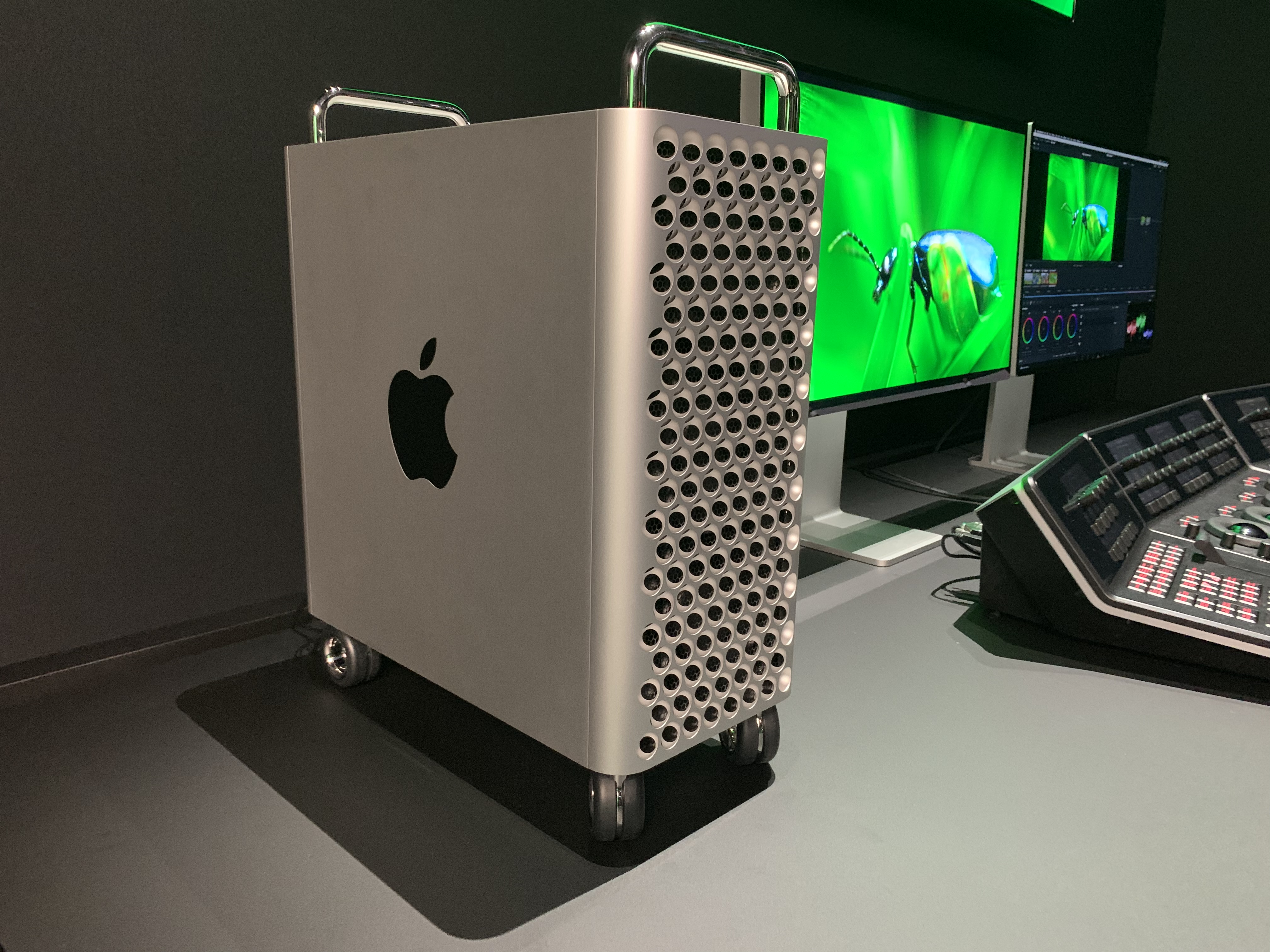
Mac Pro trzeciej generacji wraz z kółkami

W kwietniu 2018 r. Apple potwierdziło, że przeprojektowany komputer Mac Pro zostanie wydany w 2019 r., aby zastąpić komputer Mac 2. generacji z 2013 r. Firma Apple ogłosiła Maca Pro trzeciej generacji 3 czerwca 2019 r. podczas Worldwide Developers Conference. Konstrukcja powraca do projektu wieży podobnej do Powera Mac G5 z 2003 r. i modelu pierwszej generacji z 2006 r. Projekt obejmuje również nową architekturę termiczną z trzema wentylatorami wirnika, co obiecuje, że komputer nie będzie musiał ograniczać procesora z racji zbyt wysokich temperatur co oznacza, że ten zawsze będzie mógł działać z maksymalną wydajnością. Maca Pro można go skonfigurować z procesorami posiadającymi od 8 do 28 rdzeni, maksymalnie z dwoma modułami MPX, które będą zawierały do czterech procesorów GPU, które są pozbawione wentylatora i wykorzystują układ chłodzenia obudowy. Karta Apple Afterburner to niestandardowy dodatek, który dodaje sprzętowe przyspieszenie kodeków ProRes i ProRes RAW w aplikacjach Final Cut Pro X, QuickTime Player X i zgodnych aplikacjach innych firm. Oferuje ona możliwość odtwarzania do 3 strumieni 8K w formacie ProRes RAW lub do 12 strumieni 4K w formacie ProRes RAW. Do wyboru klienci mają pojemności pamięci RAM zaczynające się od 32 GB (4x8 GB), aż po pamięć RAM o pojemności 1,5 TB (12x128 GB). Aby była możliwość wybrania pamięci RAM o pojemności 1,5 TB konieczny jest wybór procesora 24-rdzeniowego lub 28-rdzeniowego. 8-rdzeniowy procesor współpracuje z pamięcią przez magistralę o częstotliwości 2666 MHz. Procesory posiadające od 12 do 28 rdzeni współpracują z pamięcią przez magistralę o częstotliwości 2933 MHz. Komputer wyposażony jest w zasilacz o mocy 1400 W. Apple zaproponowało klientom pamięci masowe do 4 TB SSD, które oferują szybkość odczytu sekwencyjnego do 2,6 GB/s i szybkość zapisu sekwencyjnego do 2,7 GB/s. Plik znajdujące się w zawartości pamięci masowej są szyfrowane przez czip Apple T2 Security. Komputer posiada następujące porty: 2xUSB 3, 2x Thunderbolt 3, mini jack 3,5 mm oraz 2x Ethernet 10 Gb/s. Masa własna Maca Pro wynosi 18 kg.
Podobnie jak w drugiej generacji, pokrywę można zdjąć, aby uzyskać dostęp do elementów wewnętrznych, które mają osiem gniazd PCIe do rozbudowy; pierwszy komputer Mac z co najmniej sześcioma gniazdami rozszerzeń od Power Macintosh 9600 w 1997 r. Istnieje możliwość dodania kół do obudowy, a także można je kupić w konfiguracji do montażu w stojaku. Mac Pro 3. generacji został ogłoszony wraz z 6K Pro Display XDR, który ma takie samo wykończenie i wzór kraty.

### Projekt
Mac Pro 3. generacji powraca do formatu tower i ma wyraźny wzór kraty z przodu i z tyłu. Projekt został pierwotnie opracowany przez Jony’ego Ive’a dla Power Maca G4 Cube w 2000 r.